# Otto Mørkholm
Otto Reinholdt Mørkholm (28. juli 1930 i København – 16. juli 1983 på Frederiksberg) var en dansk historiker og numismatiker. Hans speciale var antikken og denne periodes mønter.
Han var dr.phil. og fra 1959 museumsinspektør ved Den Kongelige Mønt- og Medaillesamling og fra 1960 samlingens overinspektør.
Mørkholm har i højere grad en nogen anden dansk historiker forfattet internationale artikler, essays og fagbøger om specialiserende emner. Mørkholms doktordisputats "Antiochus IV of Syria" fra 1966 er stadig den bedste bog om Seleukideriget, og man kan ikke læse en bog om hellenistisk numismatik uden at finde Mørkholms navn i bibliografien. 
I de sidste år af sit liv rejste han rundt i verden for at studere de møntsamlinger. Han dannede sig et overblik over de mange typer af mønter og publicerede i sine sidste år mange artikler om antikkens numismatik.
Kronologien i Kappadokiens historie i den hellenistiske tidsalder er grundlagt på hans forskning i de kappadokiske kongers regeringsperiode. Mørkholms argumenter for dateringen af kongernes regeringstider citeres stadig i forskernes fodnoterne.
Otto Mørkholm var en af de bedste på sit felt, og hans forskning i hellenismen har været af international betydning.
"Ø"'et i hans efternavn har skabt forvirring på udenlandske historikeres litteraturlister. Nogle steder finder man hans efternavn stavet Mürkholm eller Mörkholm, og hans navn er ikke placeret alfabetisk korrekt.

## Udvalgt bibliografi
- The Coinage of Antiochus IV (Historisk-Filosofiske Meddelelser, 1963)
- Antiochus IV of Syria, København 1966
- Early Hellenistic coinage : from the accession of Alexander to the Peace of Apamea (336-188 B.C.) , Cambridge University Press, 1991

Det sidste værk er udgivet posthumt og skulle have dækket hele den hellenistiske tidsalder.

## Ekstern henvisning
- http://www.gladsaxegymnasium.dk/2/morkholm.htm Arkiveret 17. januar 2006 hos  Wayback Machine